# Должина
До́лжина (Должица, Большая Долговщина, Довжино; бел. До́ўжына) — озеро в Ушачском районе Витебской области Белоруссии. Относится к бассейну реки Крошенка.

## Физико-географическая характеристика
Озеро Должина располагается в 6 км к югу от городского посёлка Ушачи. К юго-востоку от озера находится деревня Вашково. Высота водного зеркала над уровнем моря — 137,7 м.
Площадь поверхности озера составляет 0,65 км², длина — 2,01 км, наибольшая ширина — 0,5 км. Длина береговой линии — 5,23 км. Наибольшая глубина — 17,9 м, средняя — 7,1 м. Объём воды в озере — 4,59 млн м³. Площадь водосбора — 14,3 км².
Котловина лощинного типа, вытянутая с севера на юг. Склоны котловины высотой 20—26 м, крутые, песчаные, покрытые сосновым лесом. Высота юго-западных склонов понижается до 7—15 м. Береговая линия извилистая, образует несколько заливов и полуостровов. Берега высотой до 0,2 м, песчаные, поросшие кустарником, местами заболоченные.
Рельеф дна осложнён впадинами и мелями. Глубины до 2 м занимают 14 % площади озера. Дно до глубины 4—7 м покрыто песчаными отложениями, глубже — кремнезёмистым сапропелем и глинистым илом с высоким содержанием железа.

## Гидробиология
Минерализация воды достигает 250 мг/л, прозрачность — 3,3 м. Озеро эвтрофное, слабопроточное. На юге впадает ручей из озера Борковщина, на севере вытекает ручей в озеро Вечелье.
Зарастает 35 % площади водоёма. Надводная растительность образует полосу шириной до 25 м и спускается до глубины 2 м. Подводные макрофиты распространяются до глубины 5 м.
В воде обитают лещ, щука, окунь, плотва, язь, краснопёрка, уклейка, линь, карась. Производится промысловый лов рыбы.

## Рекреационное использование
Озеро Должина входит в состав курортной зоны «Ушачи». Организовано платное любительское рыболовство. На берегу находится санаторий «Лесные озёра».